# Marcha Mundial de la Marihuana

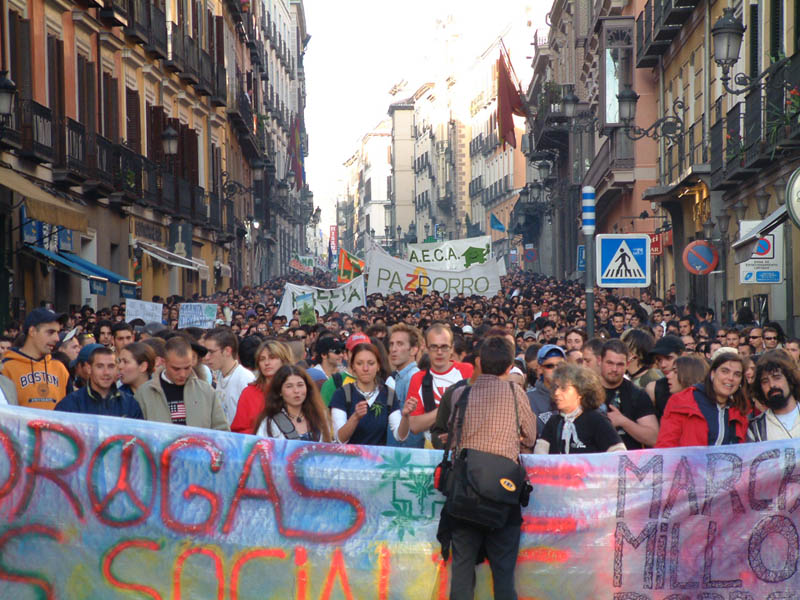
La Marcha del Millón de Porros en Madrid, el 8 de mayo de 2004.

La Marcha Mundial de la Marihuana  (en inglés, Global Marijuana March; en francés, Marche mondiale pour le cannabis) es un evento anual que se lleva a cabo desde 1999 en diversas ciudades de todo el mundo el primer sábado de mayo.
Sus orígenes se remontan a la figura del activista cannábico Dana Beal quien realizó las primeras manifestaciones en la década de 1970 en Nueva York. En la actualidad este evento se celebra en más de 190 ciudades del mundo.
La Global Marijuana March (marcha global por la marihuana) es una celebración que incluye todo lo relacionado con la cultura del consumo de marihuana como una opción de vida personal para la que se pide la legalización. Su propósito es visibilizar el reclamo común de las personas que abogan por la normalización del cannabis, buscando poner fin a la criminalización y persecución de quienes lo consumen o lo cultivan. Cada país adapta sus reclamos a sus propias circunstancias y contextos, abogando por detener las detenciones y procesos legales contra consumidores y productores, así como por el reconocimiento de los usos medicinales e industriales de la planta y la regulación de su acceso. Los participantes organizan manifestaciones y conciertos, y se reúnen para dialogar, divertirse e informar a consumidores y no consumidores.